# پسری در حباب پلاستیکی
پسری در حباب پلاستیکی (به انگلیسی: The Boy in the Plastic Bubble) فیلمی تلویزیونی است محصول سال ۱۹۷۶ و به کارگردانی رندل کلایسر است. در این فیلم بازیگرانی همچون جان تراولتا، دیانا هایلند، رابرت رید، رالف بلامی، گلنیس اوکانر، پاملا جین سولز و کلی وارد ایفای نقش کرده‌اند.